# RoboCop 3

RoboCop 3 este un film SF din 1993 regizat de Fred Dekker, al treilea din seria RoboCop.

## Distribuție
- Robert John Burke – RoboCop / Alex J. Murphy
- Nancy Allen – Anne Lewis
- Mario Machado – Casey Wong
- Bruce Locke – Otomo
- Remy Ryan – Nikko Halloran
- Jodi Long – Keiko Halloran, Nikko's Mom
- John Posey – David Halloran, Nikko's Dad
- Elmore "Rip" Torn – OCP President
- Mako – Kanemitsu
- Felton Perry – OCP Vice President Donald Johnson
- John Castle – Commander Paul McDaggett
- Jill Hennessy – Dr. Marie Lazarus
- S.D. Nemeth – Bixby Snyder
- Robert DoQui – Sgt. Warren Reed
- Bradley Whitford – Fleck
- C. C. H. Pounder – Bertha
- Daniel von Bargen – Moreno
- Stanley Anderson – Zack
- Stephen Root – Coontz
- Eva LaRue Callahan – Debbie Dix
- Jeff Garlin - Donut Jerk
- Lee Arenberg - Hold-Up Man